# A Day Without Rain
A Day Without Rain är ett studioalbum av den irländska sångaren Enya. Det gavs ut den 21 november 2000 och innehåller 12 låtar.

## Låtlista
| Nr  | Titel               | Längd |
| --- | ------------------- | ----- |
| 1.  | A Day Without Rain  | 2:38  |
| 2.  | Wild Child          | 3:47  |
| 3.  | Only Time           | 3:38  |
| 4.  | Tempus Vernum       | 2:24  |
| 5.  | Deora Ar Mo Chroí   | 2:48  |
| 6.  | Flora's Secret      | 4:07  |
| 7.  | Fallen Embers       | 2:31  |
| 8.  | Silver Inches       | 1:37  |
| 9.  | Pilgrim             | 3:12  |
| 10. | One by One          | 3:56  |
| 11. | The First of Autumn | 3:10  |
| 12. | Lazy Days           | 3:42  |

## Listplaceringar
| Lista               | Topplacering |
| ------------------- | ------------ |
| Australien          | 4            |
| Belgien (Flandern)  | 9            |
| Belgien (Vallonien) | 5            |
| Danmark             | 5            |
| Finland             | 29           |
| Frankrike           | 33           |
| Italien             | 6            |
| Nederländerna       | 2            |
| Norge               | 12           |
| Nya Zeeland         | 5            |
| Schweiz             | 2            |
| Spanien             | 96           |
| Sverige             | 4            |
| Österrike           | 1            |